# Sternoplus
Sternoplus är ett släkte av skalbaggar. Sternoplus ingår i familjen Cetoniidae.
Kladogram enligt Catalogue of Life:
| Sternoplus | \| \| Sternoplus chicheryi \| \| \| \| \| \| Sternoplus schaumi \| \| \| \| |
|            | \| \| Sternoplus chicheryi \| \| \| \| \| \| Sternoplus schaumi \| \| \| \| |
|            | Sternoplus chicheryi                                                        |
|            |                                                                             |
|            | Sternoplus schaumi                                                          |
|            |                                                                             |